# (532093) 2013 HV156
(532093) 2013 HV156 est un objet transneptunien faisant partie des cubewanos et une planète naine potentielle.